# Dunedinia
Dunedinia Millidge, 1988 è un genere di ragni appartenente alla famiglia Linyphiidae.

## Distribuzione
Le cinque specie oggi note di questo genere sono state rinvenute in Nuova Zelanda e in Australia.

## Tassonomia
Dal 2003 non sono stati esaminati altri esemplari di questo genere.
A giugno 2012, si compone di cinque specie:
- Dunedinia decolor Millidge, 1988 — Nuova Zelanda
- Dunedinia denticulata Millidge, 1988[3] — Nuova Zelanda
- Dunedinia occidentalis Millidge, 1993 — Australia occidentale
- Dunedinia opaca Millidge, 1993 — Australia meridionale
- Dunedinia pullata Millidge, 1988 — Nuova Zelanda